# Puyo Puyo Fever 2
Puyo Puyo Fever 2 (ぷよぷよフィーバー2【チュー!】Puyo Puyo Fever 2【Chu!】) est un jeu dévéloppé par Sonic Team et publié par Sega. Le jeu a été sorti comme une suite au titre précédent Puyo Pop Fever. Il est un jeu de la série Puyo Puyo.
Le jeu été lancé en 2005 sur PlayStation 2, PlayStation Portable et Nintendo DS.

## Système de jeu

### Modes sans fin
Il y a cinq modes sans fin dans le jeu. Trois des modes sans fin étaient auparavant disponibles dans Puyo Pop Fever : Endless Fever, Endless Task et Endless Original. Deux nouveaux modes sans fin sont également introduits: Endless Battle et Endless Chu Panic. Ce dernier est le seul mode dans lequel apparaît Chu Puyo ; Chu Puyo remplit la même fonction que l'ordinaire ojama (garbage, nusiance) puyo, en ce sens qu'ils prennent de la place dans le donjon du joueur et ne peuvent être effacés dégagé près d'eux. Chu Puyo sont en forme de cœur et de couleur rose; Chu est une onomatopée japonaise pour baiser.

## Personnages
Personnages précédents :
Amitie (héroïne), Raffina (héroïne), Klug, Lidelle, Tarutaru, Professeur Accord, Yu et Rei, Oshare Bones, Hohow Bird, Ocean Prince, Dongurigaeru, Onion Pixies, Frankensteins, Arle
Nouveaux personnages :
Sig (héros), Feli, Baldanders, Akuma, Gogotte
Personnages cachés (boss) :
Lemres, Strange Klug